# На Вибенниев, отца и сына
«На Вибе́нниев, отца́ и сы́на» (лат. In Vibennios) — условное название стихотворения римского поэта Гая Валерия Катулла, включённого в состав посмертного сборника («Книги Катулла Веронского») под номером 33. Здесь автор обращается к двум Вибенниям, «ворюге» (банному вору) отцу и «блудяге» сыну, «шершавые ягодицы» которого, по словам Катулла, никто не купит даже за медную монету. Третья и четвёртая строки в стихотворении рифмуются, что в целом нехарактерно для латинской поэзии (в классическом переводе на русский язык — «Всех грязнее отец в искусстве гнусном, // Всех прожорливее сын глотает гузном»).
В других источниках Вибеннии не упоминаются.